# 이코노미 인사이트
이코노미 인사이트(Economy Insight)는 대한민국의 잡지이다. 월간지로서 경제를 다룬다. 한겨레의 자매지이다. 2010년 5월에 창간되었다.